# Chocolaterie Robert
 (juin 2012).
Si vous disposez d'ouvrages ou d'articles de référence ou si vous connaissez des sites web de qualité traitant du thème abordé ici, merci de compléter l'article en donnant les références utiles à sa vérifiabilité et en les liant à la section « Notes et références ».
La Chocolaterie Robert est la première chocolaterie de la Grande Île de Madagascar, et sûrement des Mascareignes dans l'Océan Indien.

## Historique
Tout a commencé dans la grande ville de la province de Tamatave, sur la côte Est de Madagascar, où un couple réunionnais, les « Robert », a décidé de s’installer et fonder une petite unité de chocolaterie artisanale. C’était le début de l’année 1940.
La chocolaterie transformait les cacaos de Madagascar, qui, à cette époque, se concentraient sur les vastes plaines de Brickaville (une ville sucrière se trouvant à 100 km de Tamatave). 
En effet, vers la fin des années 1890, les premiers plants de cacaoyer y ont été introduits par les colons réunionnais. Le but étant de vulgariser la plantation du cacao dans toutes les îles colonisées par les Français, afin d’étoffer l’approvisionnement de la métropole, la France.
Vers 1948, les Robert ont cédé la chocolaterie à un colon français qui a décidé d’implanter la petite unité avec sa confiserie de sucre, déjà installée à Antananarivo, la capitale de Madagascar.

Après l’indépendance malgache, les colons français quittaient petit à petit la Grande île et la nationalisation de l’économie débutait.

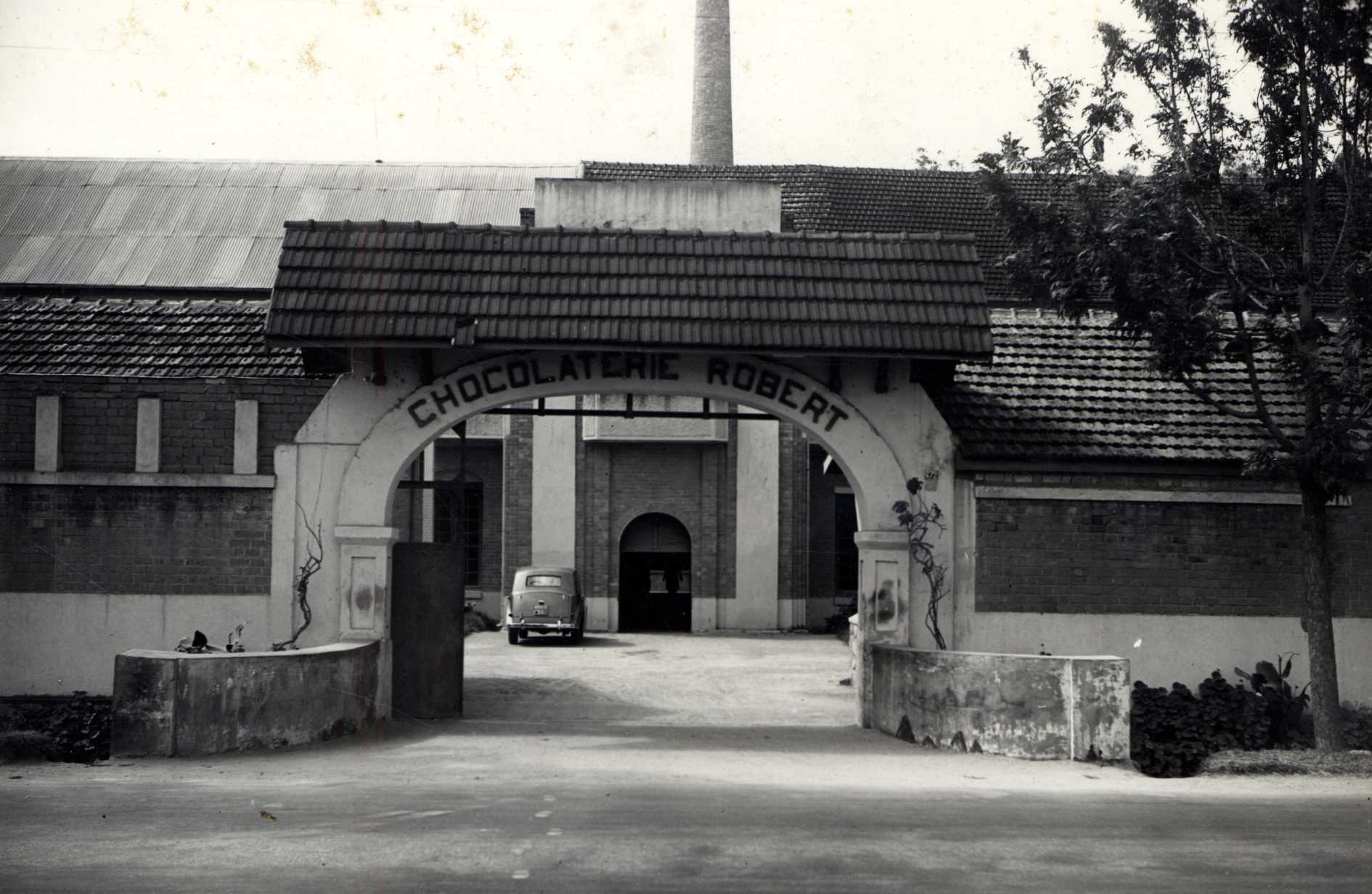
Entrée principale en 1956

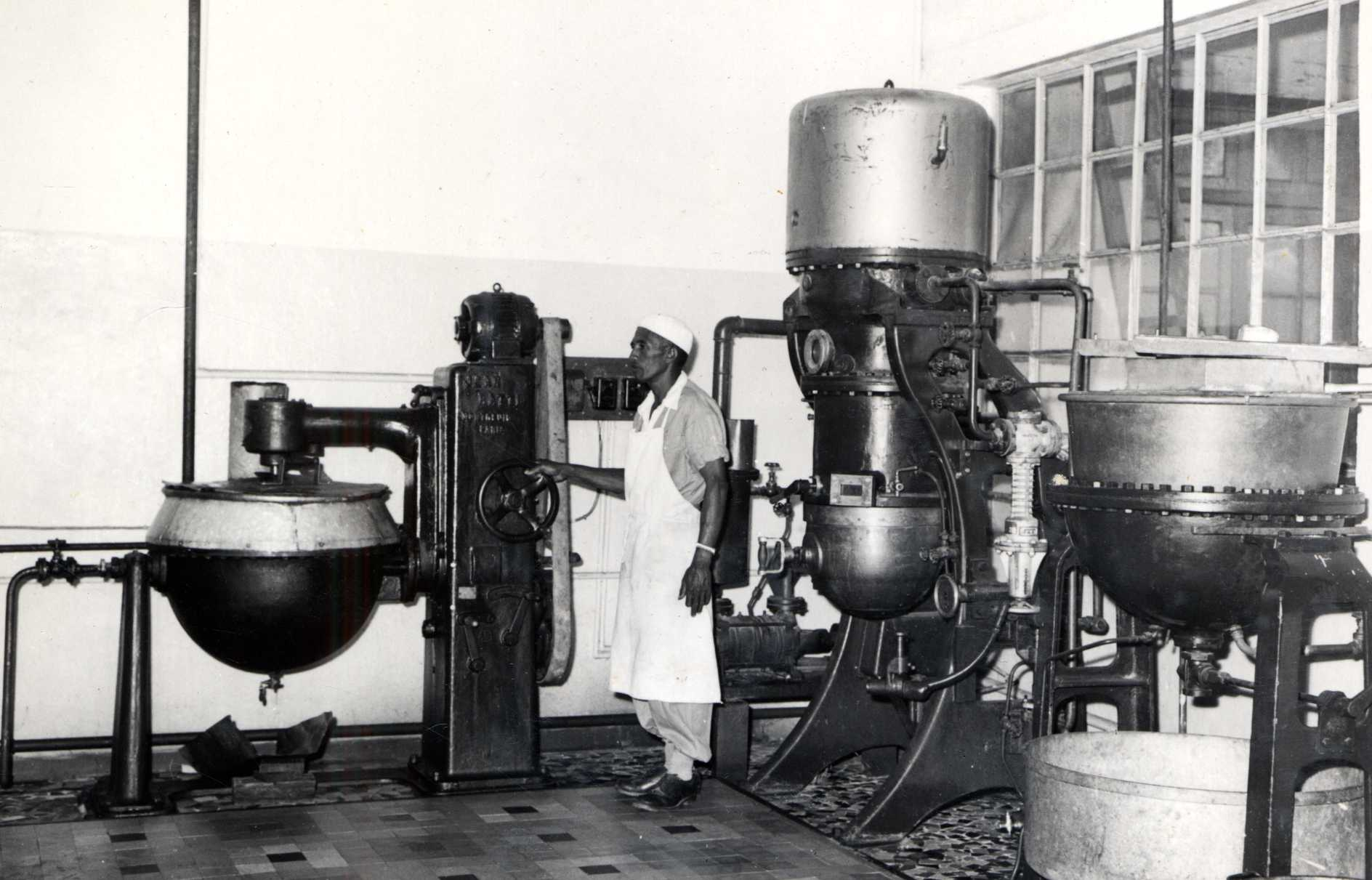
1962 Cuiseur de Caramel

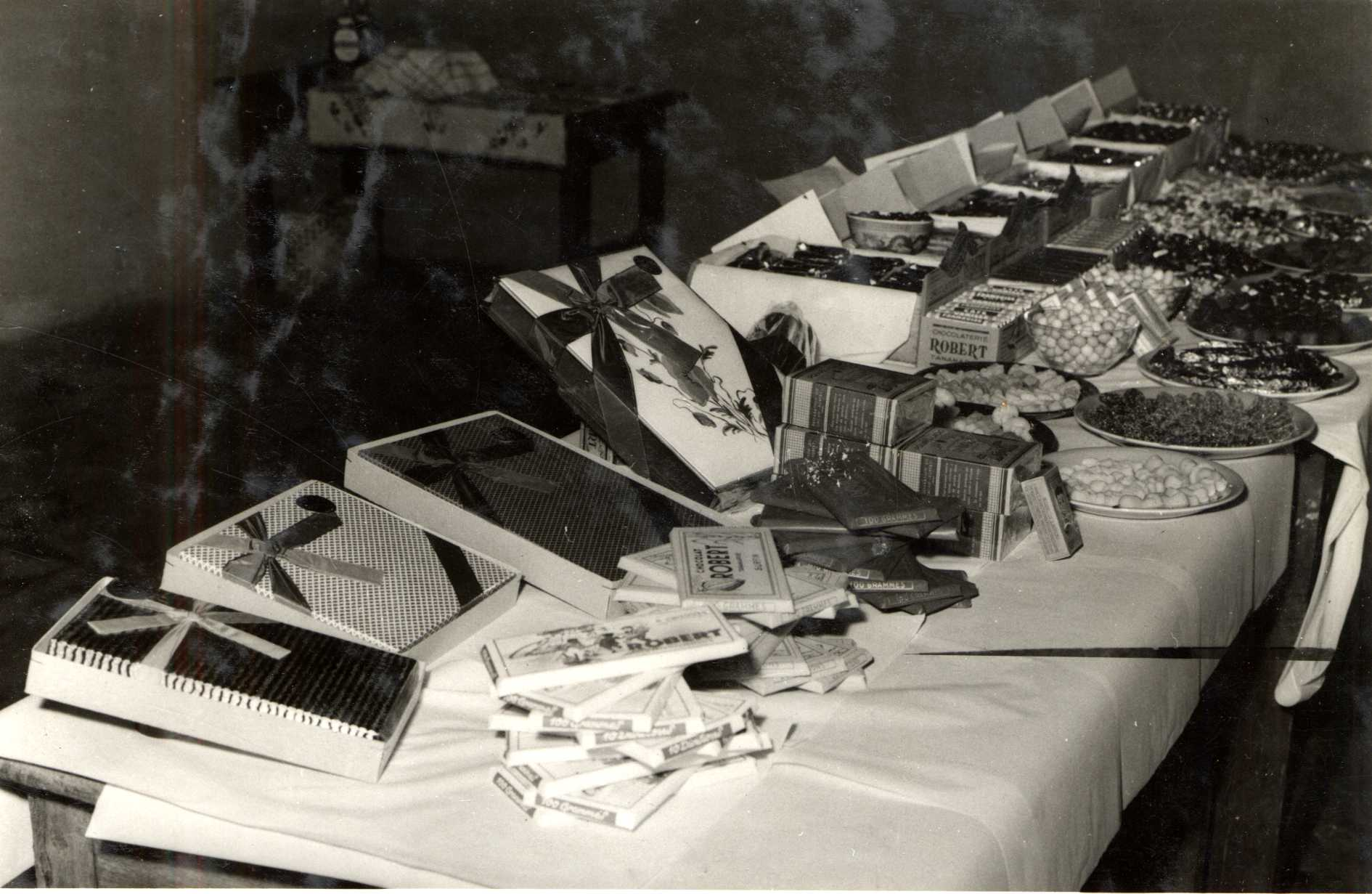
1962 Produits finis

Par conséquent, en 1977, la chocolaterie Robert passait de la famille Berger, dernier colon propriétaire,  à la famille Ramanandraibe, une des premières familles malgaches qui ont contribué activement aux relances économique et industrielle post-colonial, de Madagascar.
À partir de cette année, la gestion de la chocolaterie Robert est devenue entièrement malgache et elle faisait partie d’un groupe d’une dizaine de sociétés, le Groupe Ramanandraibe.
Cependant, depuis sa création, passant d’une main à une autre, la chocolaterie Robert exploitait uniquement les cacaos de Madagascar. De même, de génération en génération, les différents propriétaires ont tenu à garder les traditions de fabrication françaises.

## Le cacao de Sambirano
Actuellement, la chocolaterie Robert transforme exclusivement les cacaos du cru du Sambirano, le berceau des fèves de cacao rares et aromatiques malgaches, très réputées dans le cercle restreint des chocolats fins et très recherchées par les grands chocolatiers du monde.
Le Sambirano est un fleuve prenant source dans la longue chaîne montagneuse du Tsaratanana (côte nord de Madagascar, dans la province de Diégo Suarez). Le cours de ce fleuve est bordé par des vallées volcaniques et alluvionnaires, très fertiles, la fameuse vallée du Sambirano. Ensuite, il traverse Ambanja (la ville servant de pont de ralliement entre l’île paradisiaque de Nosy Be et la grande terre malgache) avant de se déverser dans le canal du Mozambique.
En 1920, un colon français dénommé Lucien Millot a constaté que la fertilité de cette vallée ainsi que le microclimat spécifique qui y règne sont très propices à la plantation du cacaoyer.
En conséquence, à côté des cultures de rente comme le café, la vanille, l’ylang, le manioc, les épices,… il décidait d’introduire dans sa grande concession (près de 50 000 Ha) des plants de cacaoyer sélectionnés,  provenant du jardin botanique de Buitenzorghe, à Java. Il est ainsi devenu le véritable pionnier de la culture des cacaos fins de Madagascar, qui connaîtront leur succès dans le monde du chocolat, un siècle après. Les fèves de cacao issues de la concession Millot figure encore jusqu’à aujourd’hui, l’une des meilleures fèves au monde.
Le cacao du cru du Sambirano est caractérisé par sa forte teneur en Criollo, quelle que soit la période de récolte dans l’année (dépasse toujours les 5 % et peut même atteindre les 40 %).
Ces fèves fortement typées ont la réputation de donner des chocolats très aromatiques, agréablement fruités (agrumes, mangues, fruits rouges...), légèrement acidulés, moyennement chocolatés, avec un équilibre inégalé entre le sucré et l’amertume.

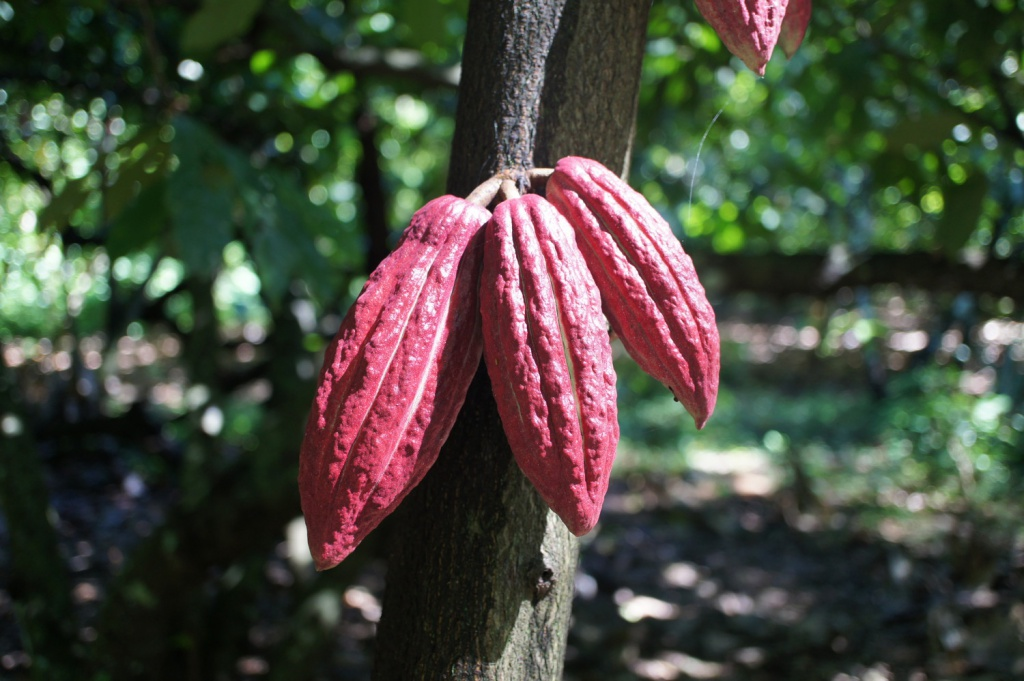
Cabosses de cacaoyer (Criollo)

## Approvisionnement en cacao
Pour son approvisionnement, la chocolaterie Robert a plutôt favorisé la politique de partenariat direct avec les paysans producteurs. En effet, en réalité, sur les 5 000 à 6 000 tonnes de cacao produit annuellement dans le cru du Sambirano (la plus petite production au monde), près de 4 000 tonnes sont issus des efforts propres de ces paysans.
Dans cette démarche de partenariat, la chocolaterie Robert a décidé de fournir aux paysans présélectionnés, des encadrements techniques ainsi que des bacs de fermentation et des aires cimentés de séchage.
L’objectif étant d’assurer un suivi étroit sur les étapes préliminaires de transformation du cacao (récolte à maturité, respects de la bonne conduite de fermentation et de séchage) pour arriver à respecter, à sauvegarder et à valoriser au maximum les qualités organoleptiques de cette fève rare du Sambirano.
Les encadrements ont été menés par la société Ramanandraibe Exportation, qui fait partie du Groupe Ramanandraibe. De cette manière, la chocolaterie Robert a pu lancer son intégration dans la filière cacao malgache. 
À court terme, le groupe est sur un projet de replantation intensive de cacaoyer dans le but de renouvellement de souche à très haute teneur en Criollo, pour les besoins propres de la chocolaterie Robert, tout en restant dans un cadre de reforestation et de développement durable en milieu rural.
Forte de ses 70 années d’expérience, la chocolaterie Robert se présente actuellement comme étant un cacaofévier chocolatier, produisant des chocolats d’exception, garantis Single and Pure Origin Madagascar. Pour rester tout à fait indépendante dans ses activités, la chocolaterie Robert assure toutes les étapes de transformation du cacao jusqu’au produits finis, en incluant le pressage du beurre de cacao. Ses produits entrent dans le label du Pur Beurre de Cacao.

## Organisation de l’entreprise
Au sein de son usine,  avec ses 150 employés-partenaires, la chocolaterie Robert produit une cinquantaine d’articles à base de chocolat, fabriqués dans quatre unités différentes :
- l’unité chocolaterie : transformation des fèves de cacao jusqu’à la production de pâtes et couverture de chocolat, et des tablettes de chocolat ;
- l’unité confiserie de chocolat  pour la fabrication des bonbons de chocolat ;
- l’unité coupe-faim se consacrant surtout sur l’enrobage des barres chocolatées ;
- l’unité pâtisserie.

En termes de capacité, l’usine peut produire quotidiennement 3 tonnes de tablettes de chocolat, 500 kg de beurre de cacao pressé, 250 kg de confiserie de chocolat et 400 pâtisseries au chocolat.
Pour rester en phase avec les nouvelles tendances de gourmandise et de technicité, et pour optimiser ses activités, la chocolaterie Robert fait appel au concours des Meilleurs Ouvriers de France ainsi que des experts bénévoles.
Afin d’assurer une constance dans la qualité de ces produits (qualité gustative, qualité technique et qualité microbiologique), la chocolaterie Robert a mis en place :
- une équipe de dégustation : constituée par des employés, de différents services et département. Aucun chocolat n’est mis en vente ou utilisé sans l’aval de cette équipe ;
- un laboratoire physico-chimique : pour contrôler le taux d’humidité des fèves avant transformation, ainsi que celui des pâtes de chocolat. Nous pouvons citer aussi l’analyse du taux de beurrage dans la masse de cacao ou dans les couvertures de chocolat, ainsi que la vérification de la fluidité des pâtes par le viscosimètre ;
- un contrôle microbiologique systématique auprès de l’Institut Pasteur Madagascar. Mais actuellement, un laboratoire microbiologique est en cours d’aménagement au sein de l’usine pour mieux maîtriser les points critiques.

## Distribution
Pendant plus de 50 ans, si les produits Robert sont entièrement distribués sur le marché malgache, depuis 2004, la chocolaterie a commencé à percer les marchés de niche européens en introduisant ses chocolats en Angleterre (obtention du Silver Cup Award par Academy of Chocolate en 2007), puis aux États-Unis et récemment en France.
La Chocolaterie Robert dispose de 7 boutiques « La Chocolatière » réparties dans toute l’île :
- 3 boutiques dans la ville d’Antananarivo ;
- 4 boutiques reparties en province (Tamatave, Antsirabe, Nosy Be, Diégo-Suarez) ;
- 1 boutique en zone sous douane de l’aéroport d’Ivato.